# Wereldbeker schaatsen 2008/2009 - Wereldbeker 6
De Wereldbeker schaatsen 2008/09/Wereldbeker 6 werd gehouden op zaterdag 24 januari en zondag 25 januari 2009 in Kolomna, Rusland.

## Wedstrijdschema
Hieronder het geplande tijdschema van de wedstrijd.
| Datum      | Tijd  | Afstanden                                                                        |
| ---------- | ----- | -------------------------------------------------------------------------------- |
| 24 januari | 12:00 | 500 m vrouwen 500 m mannen 1000 m vrouwen 1000 m mannen                          |
| 25 januari | 12:00 | 500 m vrouwen 500 m mannen 1000 m vrouwen 1000 m mannen 100 vrouwen 100 m mannen |

## Nederlandse deelnemers

### Dag 1
| Afstand | Geslacht | Deelnemers, A- of B-groep | Deelnemers, A- of B-groep | Deelnemers, A- of B-groep | Deelnemers, A- of B-groep | Deelnemers, A- of B-groep | Deelnemers, A- of B-groep | Deelnemers, A- of B-groep | Deelnemers, A- of B-groep | Deelnemers, A- of B-groep | Deelnemers, A- of B-groep |
| ------- | -------- | ------------------------- | ------------------------- | ------------------------- | ------------------------- | ------------------------- | ------------------------- | ------------------------- | ------------------------- | ------------------------- | ------------------------- |
| 500m    | Mannen   | Groothuis                 | A                         | Tuitert                   | A                         | Kuipers                   | A                         | Smeekens                  | A                         | Nijenhuis                 | B                         |
| 500m    | Vrouwen  | Gerritsen                 | A                         | Boer                      | A                         | Bruintjes                 | B                         | Oenema                    | A                         | Kuipers                   | B                         |
|         |          |                           |                           |                           |                           |                           |                           |                           |                           |                           |                           |
| 1000m   | Mannen   | Groothuis                 | A                         | Tuitert                   | A                         | Kuipers                   | A                         | De Vries                  | A                         | Bos                       | A                         |
| 1000m   | Vrouwen  | Gerritsen                 | A                         | Boer                      | A                         | Van Riessen               | A                         | Bruintjes                 | B                         |                           |                           |

### Dag 2
| Afstand | Geslacht | Deelnemers, A- of B-groep | Deelnemers, A- of B-groep | Deelnemers, A- of B-groep | Deelnemers, A- of B-groep | Deelnemers, A- of B-groep | Deelnemers, A- of B-groep | Deelnemers, A- of B-groep | Deelnemers, A- of B-groep | Deelnemers, A- of B-groep | Deelnemers, A- of B-groep |
| ------- | -------- | ------------------------- | ------------------------- | ------------------------- | ------------------------- | ------------------------- | ------------------------- | ------------------------- | ------------------------- | ------------------------- | ------------------------- |
| 500m    | Mannen   | Groothuis                 | A                         | Tuitert                   | A                         | Kuipers                   | A                         | Smeekens                  | A                         | Nijenhuis                 | B                         |
| 500m    | Vrouwen  | Gerritsen                 | A                         | Boer                      | A                         | Bruintjes                 | B                         | Oenema                    | A                         | Kuipers                   | B                         |
|         |          |                           |                           |                           |                           |                           |                           |                           |                           |                           |                           |
| 1000m   | Mannen   | Groothuis                 | A                         | Tuitert                   | A                         | Kuipers                   | A                         | De Vries                  | A                         | Bos                       | A                         |
| 1000m   | Vrouwen  | Gerritsen                 | A                         | Boer                      | A                         | Van Riessen               | A                         | Bruintjes                 | B                         |                           |                           |

## Podia

### Mannen
| Afstand:                  | Goud:                             | Tijd    | Zilver:                    | Tijd    | Brons:                   | Tijd    |
| 100 m details             | Yuya Oikawa Japan                 | 9,61    | Joji Kato Japan            | 9,66    | Zhang Zhongqi China      | 9,81    |
| 500 m (zaterdag) details  | Keiichiro Nagashima Japan         | 34,85   | Yu Fengtong China          | 34,89   | Yuya Oikawa Japan        | 34,96   |
| 500 m (zondag) details    | Tucker Fredricks Verenigde Staten | 34,81   | Keiichiro Nagashima Japan  | 34,87   | Yu Fengtong China        | 34,89   |
| 1000 m (zaterdag) details | Denny Morrison Canada             | 1.08,71 | Stefan Groothuis Nederland | 1.08,97 | Jevgeni Lalenkov Rusland | 1.09,02 |
| 1000 m (zondag) details   | Denny Morrison Canada             | 1.08,53 | Stefan Groothuis Nederland | 1.08,67 | Mark Tuitert Nederland   | 1.09,09 |

### Vrouwen
| Afstand:                  | Goud:                 | Tijd    | Zilver:                     | Tijd    | Brons:                   | Tijd    |
| 100 m details             | Jenny Wolf Duitsland  | 10,33   | Judith Hesse Duitsland      | 10,56   | Xing Aihua China         | 10,59   |
| 500 m (zaterdag) details  | Jenny Wolf Duitsland  | 37,51   | Annette Gerritsen Nederland | 38,02   | Yu Jing China            | 38,17   |
| 500 m (zondag) details    | Jenny Wolf Duitsland  | 37,67   | Jin Peiyu China             | 38,01   | Yu Jing China            | 38,13   |
| 1000 m (zaterdag) details | Margot Boer Nederland | 1.15,84 | Yu Jing China               | 1.16,04 | Christine Nesbitt Canada | 1.16,26 |
| 1000 m (zondag) details   | Margot Boer Nederland | 1.15,79 | Anni Friesinger Duitsland   | 1.15,81 | Christine Nesbitt Canada | 1.15,85 |